# فرهنگ ۲
فرهنگ ۲ ، سومین آلبوم گروه آمریکایی میگوس است. این آلبوم شامل ۲۴ آهنگ است. این آلبوم بازدید خوبی داشت و رتبه اول در بیلبورد ۲۰۰ کسب کرد.

## تقدیرها
| نشریات       | فهرست                      | رتبه |
| ------------ | -------------------------- | ---- |
| مجله کلش     | آلبوم‌های سال ۲۰۱۸ کلش      | ۴۰   |
| مجله کامپلکس | ۵۰ تا از بهترین آلبوم ۲۰۱۸ | ۵۰   |
| مجله مردم    | ۱۰ آلبوم برتر ۲۰۱۹         | ۵    |

## عملکرد تجاری
فرهنگ ۲، در رتبه اول بیلبورد ۲۰۰ با ۱۹۹٫۰۰۰ واحد آلبوم که ۳۸۰۰۰ فروش آلبوم خالص در هفته اول خود بوده، آغاز شد.
در سال ۲۰۱۸، این آلبوم به عنوان دهمین آلبوم محبوب‌ترین سال در بیلبورد ۲۰۰ قرار گرفت.